# 枝叉花蛛
枝叉花蛛（学名：Misumenops forcatus）为蟹蛛科花蛛属的动物。在中国大陆，分布于湖北等地。该物种的模式产地在湖北巴东。